# Кочечум
Ко́чечум, также встречаются названия Кочечу́ма, Кочечумо, Курунчан — река в Сибири, в Красноярском крае. Правый и наиболее крупный приток реки Нижняя Тунгуска. Название происходит от эвенк. Кочо — излучина реки и эвенк. Чуми — береговая коса.
Берёт своё начало на южной окраине плато Путорана. Протекает по территории плато Сыверма, впадает в Нижнюю Тунгуску рядом с пгт. Тура. Длина реки — 733 км, площадь бассейна 96 400 км². Высота устья — 125 м над уровнем моря.

## Основные притоки
Ниже указаны притоки длиной 100 км и более
| Название    | Расстояние от устья | Длина | Площадь бассейна | Положение |
| ----------- | ------------------- | ----- | ---------------- | --------- |
| Кондакан    | 36                  | 142   | 2550             | правый    |
| Тембенчи    | 60                  | 571   | 21600            | правый    |
| Туру        | 163                 | 365   | 19500            | левый     |
| Сенгачангда | 209                 | 123   | 2300             | правый    |
| Корвунчана  | 229                 | 228   | 10400            | левый     |
| Гуткэнгдэ   | 244                 | 164   | 2250             | правый    |
| Эмбенчимэ   | 255                 | 352   | 14500            | правый    |
| Яктали      | 497                 | 169   | 3240             | левый     |

Питание реки дождевое и снеговое, подземное питание несущественно из-за расположения водосбора в районе сплошной вечной мерзлоты. Верхняя часть бассейна располагается в климатической зоне лесотундр (за полярным кругом). Замерзает в октябре, вскрывается в конце мая — начале июня.